# Giurgești (Hunyad megye)
Giurgiești' település Romániában, Erdélyben, Hunyad megyében.

## Fekvése
Felsőbulzesd mellett fekvő település.

## Története
Giurgieşti korábban Felsőbulzesd része volt. 1956-ban vált külön településsé 315 lakossal. 1966-ban 178, 1977-ben 100, 1992-ben 63, a 2002. évi népszámláláskor pedig 50 román lakosa volt.